# Wybory parlamentarne w Izraelu w 1999 roku
Wybory parlamentarne w Izraelu do piętnastego Knesetu odbyły się 17 maja 1999, równolegle z wyborami na premiera.
Oddano 4 285 428 głosów, w tym ważnych: 3 309 416. Próg wyborczy wynosił 1.5%, a więc aby uzyskać miejsce w Knesecie, należało otrzymać minimum 49 672 głosów. Średnio na jedno miejsce przypadło 25 936 głosów. Łącznie 15 ugrupować bądź koalicji wprowadziło swoich posłów do Knesetu.

## Oficjalne wyniki
|  | Partia | Głosy     | Procent | Mandaty (zmiana) | Mandaty (zmiana) |
|  | --- | --------- | ------- | ---------------- | ---------------- |
|  | Jeden Izrael (Jisra’el Ahat, ישראל אחת) : - Partia Pracy (Awoda) (עבודה) - Geszer (partia 1996) (גשר) - Meimad (מפלגת מימד) | 670,484   | 20.2%   | 26               | -8               |
|  | Likud (ליכוד) | 468,103   | 14.46%% | 19               | -13              |
|  | Szas, (ש"ס) | 430,676   | 13.28%  | 17               | +7               |
|  | Merec – Demokratyczny Izrael, (מרצ)                                                                                         | 253,525   | 7.6%    | 10               | +1               |
|  | Jisra’el ba-Alijja, (ישראל בעלייה)                                                                                          | 171,705   | 5.1%    | 6                | -1               |
|  | Szinui, (שינוי) | 167,748   | 5.0%    | 6                | 0                |
|  | Partia Centrum, (Mifleget Hamerkaz, מפלגת המרכז)                                                                            | 165,622   | 5.0%    | 6                | 0                |
|  | Narodowa Partia Religijna (Mafdal), (מפלגה דתית לאומית-מפד"ל)                                                               | 140,307   | 4,2%    | 5                | -4               |
|  | Jahadut ha-Torah, (יהדות התורה)                                                                                             | 125,741   | 3.7%    | 5                | +1               |
|  | Zjednoczona Lista Arabska (Ra’am), (רע"ם)                                                                                   | 114,810   | 3.4%    | 5                | +1               |
|  | Unia Narodowa, (האיחוד הלאומי)                                                                                              | 100,181   | 3.0%    | 4                | 0                |
|  | Hadasz (Demokratyczny Front na Rzecz Pokoju i Równości), (החזית הדמוקרטית לשלום ולשוויון)                                   | 87,022    | 2.6%    | 3                | -2               |
|  | Nasz Dom Izrael, (ישראל ביתנו)                                                                                              | 86,153    | 2.6%    | 4                | 0                |
|  | Balad (partia arabska) | 66,103    | 1.9%    | 2                | 0                |
|  | Am Echad (עם אחד) | 64,143    | 1.9%    | 2                | 0                |
|  | Inne | 197,093   | 5.9%    | 0                | –                |
|  | Razem | 3,309,416 | 100,0%  | 120              | –                |

## Posłowie
Posłowie wybrani w wyborach:
| Partia                    | Posłowie |
| ------------------------- | --- |
| Jeden Izrael              | Ehud Barak, Szimon Peres, Dawid Lewi, Szelomo Ben Ammi, Josi Belin, Mattan Wilnaj, Awraham Burg, Ra’anan Kohen, Uzzi Baram, Dalja Icik, Binjamin Ben Eli’ezer, Chajjim Ramon, Eli Goldschmidt, Awraham Szochat, Ja’el Dajan, Ofir Pines-Paz, Micha’el Melchior, Maksim Lewi, Efrajim Sneh, Nawaf Masalaha, Awraham Jechezkel, Sofa Landwer, Salih Tarif, Szalom Simchon, Josi Kac, Weizman Sziri |
| Likud                     | Binjamin Netanjahu, Silwan Szalom, Mosze Kacaw, Limor Liwnat, Me’ir Szitrit, Gidon Ezra, Na’omi Blumenthal, Ariel Szaron, Uzzi Landau, Re’uwen Riwlin, Dan Nawe, Cachi Hanegbi, Jisra’el Kac, Micha’el Etan, Jehoszua Maca, Mosze Arens, Awraham Hirszson, Cippi Liwni, Ajjub Kara |
| Szas                      | Arje Gamliel, Elijjahu Suwisa, Eli Jiszaj, Szelomo Benizri, Jicchak Kohen, Amnon Kohen, Nissim Dahan, Dawid Azulaj, Dawid Tal, Jicchak Waknin, Rahamim Malul, Meszullam Nahari, Jicchak Saban, Nissim Ze’ew, Ja’ir Perec, Ofer Hugi, Jicchak Gagula |
| Merec                     | Josi Sarid, Ran Kohen, Chajjim Oron, Amnon Rubinstein, Anat Ma’or, Zehawa Galon, Awszalom Wilan, Ilan Gilon, Na’omi Chazzan, Husnijja Dżabara |
| Jisra’el ba-Alijja        | Natan Szaranski, Juli-Jo’el Edelstein, Roman Bronfman, Marina Solodkin, Giennadij Riger, Aleksander Cinker\| |
| Szinui                    | Tommy Lapid, Awraham Poraz, Jehudit Na’ot, Josef Paricki, Eli’ezer Sandberg, Wiktor Brailowski |
| Partia Centrum            | Jicchak Mordechaj, Amnon Lipkin-Szachak, Dan Meridor, Roni Milo, Uri Sawir, Dalja Rabin-Pelosof |
| Narodowa Partia Religijna | Jicchak Lewi, Chajjim Drukman, Sza’ul Jahalom, Jigga’el Bibi, Zewulun Orlew |
| Zjednoczony Judaizm Tory  | Me’ir Porusz, Awraham Rawic, Ja’akow Litzman, Mosze Gafni, Szemu’el Halpert |
| Zjednoczona Lista Arabska | Abdulmalik Dehamsze, Taleb El-Sana, Haszem Mahameed, Taufik Chatib, Muhammad Kanan |
| Unia Narodowa             | Rechawam Ze’ewi, Chanan Porat, Micha’el Kleiner, Binjamin Elon |
| Hadasz                    | Muhammad Baraka, Isam Machul, Tamar Gożanski |
| Nasz Dom Izrael           | Awigdor Lieberman, Jurij Sztern, Micha’el Nudelman, Eli’ezer Kohen |
| Balad                     | Azmi Biszara, Ahmad at-Tajjibi |
| Am Echad                  | Amir Perec, Chajjim Kac |